# NGC 2522
NGC 2522 is een spiraalvormig sterrenstelsel in het sterrenbeeld Kreeft. Het hemelobject werd op 26 januari 1865 ontdekt door de Duitse astronoom Albert Marth.

## Synoniemen
- UGC 4218
- MCG 3-21-14
- ZWG 88.31
- PGC 22749